# Ophioirenina theae
Ophioirenina theae är en svampart som beskrevs av Sawada & W. Yamam. 1959. Ophioirenina theae ingår i släktet Ophioirenina och familjen Meliolaceae.   Inga underarter finns listade i Catalogue of Life.